# Leunclavius
Johannes Löwenklau, latinizzato in Leunclavius (Koesfeld, luglio 1541 – Vienna, giugno 1594), è stato uno storico, orientalista e umanista tedesco.

## Biografia
Fu un esperto di storia della Turchia, e ripubblicò, con sue annotazioni, fonti ottomane. Curò la pubblicazione delle opere di Senofonte, di Cassio Dione e di altri autori classici.
Pubblicò anche delle Historiae Musulmanae Turcorum.
Leunclavius accompagnò il nobile Heinrich von Liechtenstein in una missione diplomatica a Istanbul, rimanendovi dall'ottobre 1584 all'aprile 1585.
Fu amico di Friedrich Sylburg, che pubblicò la sua traduzione di Zosimo.

## Pubblicazioni
- Ξενοφώντος ἅπαντα τα σωζόμενα βιβλία / Xenophontis et imperatoris & philosophi clarissimi omnia, quae extant, opera, Basilea: Thomas Guarin 1569
- Annales Svltanorvm Othmanidarvm, A Tvrcis Sva Lingva Scripti… (da una traduzione di Hans Caudir von Spiegel), Francoforte sul Meno. 1588, 1596, (online) im Münchener Digitalisierungszentrum
- Historiae Musulmanae Turcorum, De Monumentis Ipsorum Exscriptae, Libri XVIII, Francoforte sul Meno 1591, (online) im Münchener Digitalisierungszentrum
  - sotto il titolo tedesco Hansen Löwenklaus Neue Chronika türkischer Nation Francoforte 1590, 1595
- Xenophon, Basilea 1594 traduzione postuma
- Plutarch, Basel 1565 traduzione
- Apologia, 1576, Francoforte 1588
- Ecloga sive Synopsis Basilicorum, Basilea 1575
- Paratitela, Francoforte 1593
- Iuris Greco-Romani tam canonici quam civlis tomi duo, Francoforte 1596 edizione postuma di M. Freher.